# Brikama
Brikama est la plus grande ville de la Gambie. Elle est le chef-lieu de la Division de West Coast, l'une des six région administratives du pays.
Sa population est de plus de 53 000 habitants.